# John Geoffrey Jones
John Geoffrey Ramon Owen Jones (Burry Port, 14 september 1928 – Leicester (Engeland), 14 juni 2014) was een Britse rechter.
Jones ging naar public schools en daarna naar de University College London.
Jones was advocaat in Leicester van 1958 tot 1970 en in Londen vanaf 1970. Hij was voorzitter van de districtsrechtbanken van Leicester en Lincoln. Van 1985 tot 2000 was hij voorzitter van het Mental Health Review Tribunal voor Engeland en Wales, en van 1996 tot 1999 was hij voorzitter van het Mental Health Review Tribunal voor Wales.
In 1989 werd Jones benoemd tot Honorary Senior Academic Fellow aan de Leicester Polytechnic. In 1996 ontving hij een ere-legumdoctor aan de Universiteit van De Montfort.
Jones geloofde in de theorie van het Sociaal contract, dat hij een aspect van het instinct tot zelfbehoud noemde. Hij geloofde dat alle mensen van nature egocentrisch zijn en hun wil aan het universum opleggen als een innerlijke dwang.
Jones geloofde sterk in een eerlijke veroordeling voor criminelen zonder psychische problemen. In het geval van geesteszieken geloofde hij dat het socialezekerheidsstelsel onbekwaam was.